# روباه چیوژودینگ
روباه چیوژودینگ (نام علمی: Vulpes qiuzhudingi) نام یک گونه منقرض شده از سرده روباه‌ها است.